# 中部消防署 (釜山広域市)
中部消防署（チュンブしょうぼうしょ）は釜山消防本部所属の消防署である。

## 管轄区域
- 中区（ただし、港湾消防署管内を除く）
- 西区
- 東区のうち草梁洞（ただし、港湾消防署管内を除く）

## 沿革
- 1897年10月1日 - 釜山消防組として職員50名で発足
- 1939年4月1日 - 釜山消防組釜山消防署に改編
- 1962年12月31日-釜山中部消防署に改称
- 1974年10月8日 - 中部消防署に改称

## 119安全センター
| 119安全センター     | 住所            | 管轄区域                                                                                              |
| ------------------- | --------------- | --- |
| 中央119安全センター | 中区中央大路110 | 中区のうち東光洞、光復洞、瀛州洞、大庁洞1、4街、南浦洞1、2、4街、中央洞（ただし港湾消防署管内を除く） |
| 富民119安全センター | 西区大学5路45   | 西区のうち富民洞、西大新洞、東大新洞、峨嵋洞。中区のうち宝水洞2、3街、富平洞                          |
| 忠武119安全センター | 西区忠武路289   | 西区のうち南富民洞、忠武洞、岩南洞、草場洞。中区のうち南浦洞3、5、6街                                 |
| 昌善119安全センター | 中区大庁路171   | 中区のうち昌善洞、富平洞、新昌洞、宝水洞1街、大庁洞2、3街                                             |
| 草梁119安全センター | 東区広場5ギル57 | 東区のうち草梁洞（ただし港湾消防署管内を除く）                                                        |